# تيري كونور
تيري كونور (بالإنجليزية: Terry Connor)‏ (9 نوفمبر 1962 بليدز في المملكة المتحدة - ) هو مدرب كرة قدم ولاعب كرة قدم بريطاني في مركز الهجوم. شارك مع منتخب إنجلترا تحت 21 سنة لكرة القدم. أما مع النوادي، فقد لعب مع برايتون أند هوف ألبيون وسوانزي سيتي وليدز يونايتد ونادي بريستول سيتي ونادي بورتسموث ويوفل تاون.

## وصلات خارجية
- تيري كونور على موقع قاعدة بيانات كرة القدم.إي يو (الإنجليزية)
- تيري كونور على موقع Soccerbase.com (مدرب) (الإنجليزية)
- تيري كونور على موقع عالم كرة القدم.نت (الإنجليزية)